# Cerodirphia kattyae
Cerodirphia kattyae is een vlinder uit de onderfamilie Hemileucinae van de familie nachtpauwogen (Saturniidae).
De wetenschappelijke naam van de soort is voor het eerst geldig gepubliceerd door Ronald Brechlin, Horst Käch & Frank Meister in 2013.

## Type
- holotype: "male, 27.XII.2011. leg. H. Käch. Barcode: BC-RBP 6907"
- instituut: MWM München, Duitsland en later overgebracht naar ZSM, München, Duitsland
- typelocatie: "Ecuador, Napo province, National Park Sumaco, Los Cocodrilos reserva, road Baeza-Tena, 1900 m., 0°38'26"N, 77°48'20"W"